# 湛氏
湛氏（?—?），又作谌氏，晉朝時期女性人物，大將陶侃之母，豫章郡新淦县（約在今江西省樟树市）人。

## 生平
湛氏嫁給孫吳揚武將軍陶丹为妾，並生了陶侃。當時陶家家境贫寒，湛氏經常纺纱绩麻资助陶丹，让他结交良友。
陶侃为寻阳县吏时，負責監管鱼梁，曾把县里的干鱼拿回家送給母親。湛氏把干鱼封起来，送回給陶侃，並写信责备其：「你担任縣吏，把公家的东西送给我，不但不能给我好处，反而增加了我的忧虑。」
一次大雪天，鄱阳郡孝廉范逵借宿於陶家，当时陶侃倉促之間沒東西招待之，湛氏於是把自己睡觉的新草垫子铡碎了喂范逵的马，又暗中剪掉头发，製成假髮卖给鄰居，以換來精美的飯菜，供范逵吃喝。范逵知道後，叹息道：「非此母不生此子！」于是向庐江郡太守張夔推薦陶侃做官。
後來，陶侃在武昌郡任職時，每每與屬下喝酒，均不多喝，旁人勸其再多喝些，陶侃卻悲傷地說：「我年輕的時候，曾在醉酒後犯下過錯，故與父母約定不能多喝」。

## 軼事
據《侃別傳》記載，湛氏去世後，曾有兩位衣著鮮麗的客人前來弔唁，卻不哭就離開。陶侃派隨從查看時，卻只見到有兩隻鶴往天上飛去。當時的人都對此感到很驚訝。

## 質疑
南朝蕭梁文學家劉孝標認為湛氏不接受陶侃贈送的事蹟，是後人以孫吳大臣孟宗的故事為藍本，附會編撰的，實際上並非史實。
近代學者李詳據「聘」一字，認為湛氏並非如《晉書》所說般為陶丹之妾，而是其正妻；除此以外，東晉人孫盛所著史書《晉陽秋》亦說湛氏為陶丹正妻。
近代學者吳士鑑認為「湛」應作「諶」，因「湛」與「諶」字形相近故混淆。